# Cordulegaster
Genre
Cordulegaster est un genre d'insectes de la famille des Cordulegastridae appartenant au sous-ordre des anisoptères dans l'ordre des odonates. Il comprend trente-trois espèces.

## Caractéristiques
Ce genre comprend des libellules de grande taille. Leurs thorax et abdomen sont de couleurs sombres marqués de bandes jaunes. Les yeux sont d'un bleu-vert ou vert foncé. 

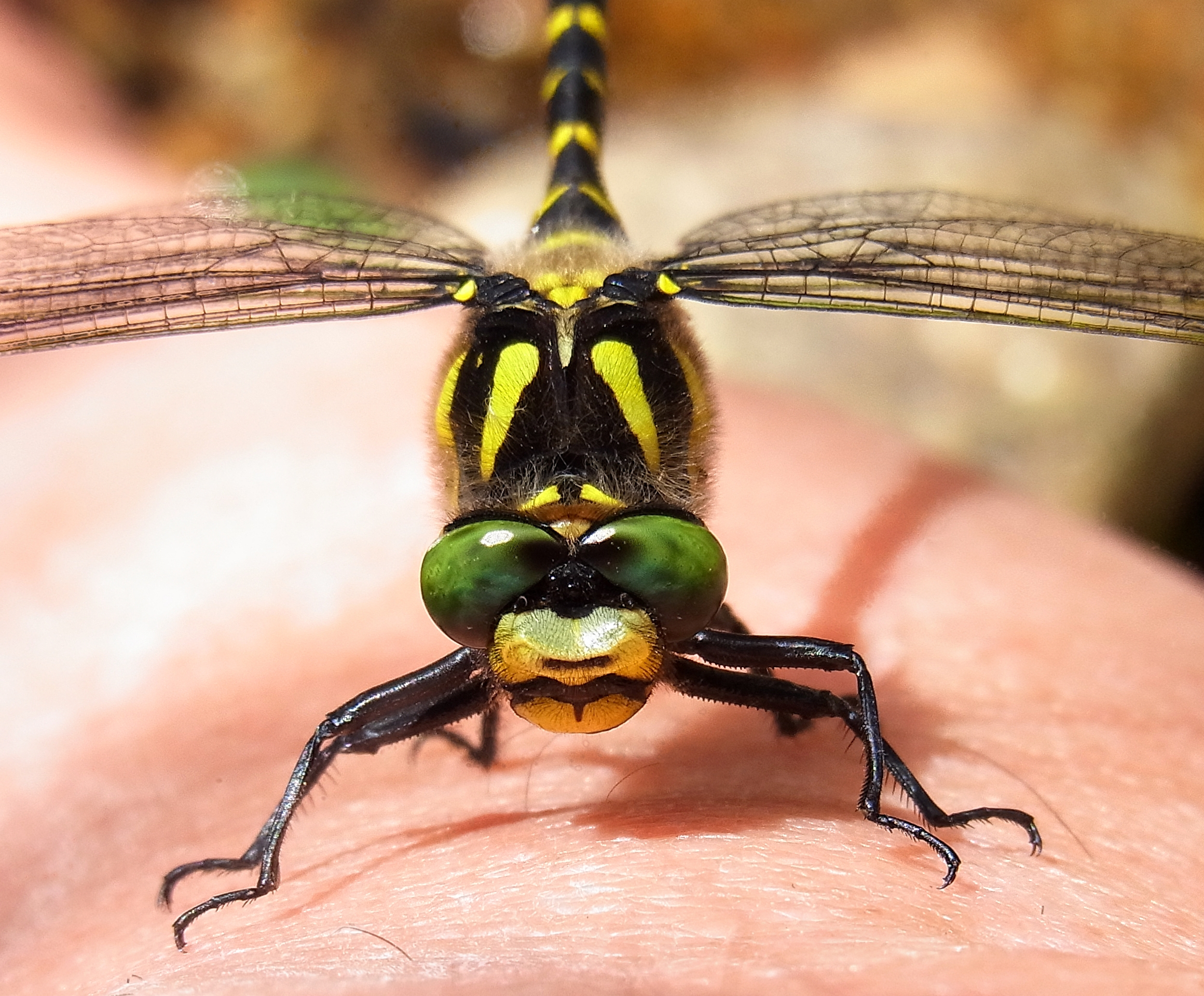
Yeux de Cordulegaster
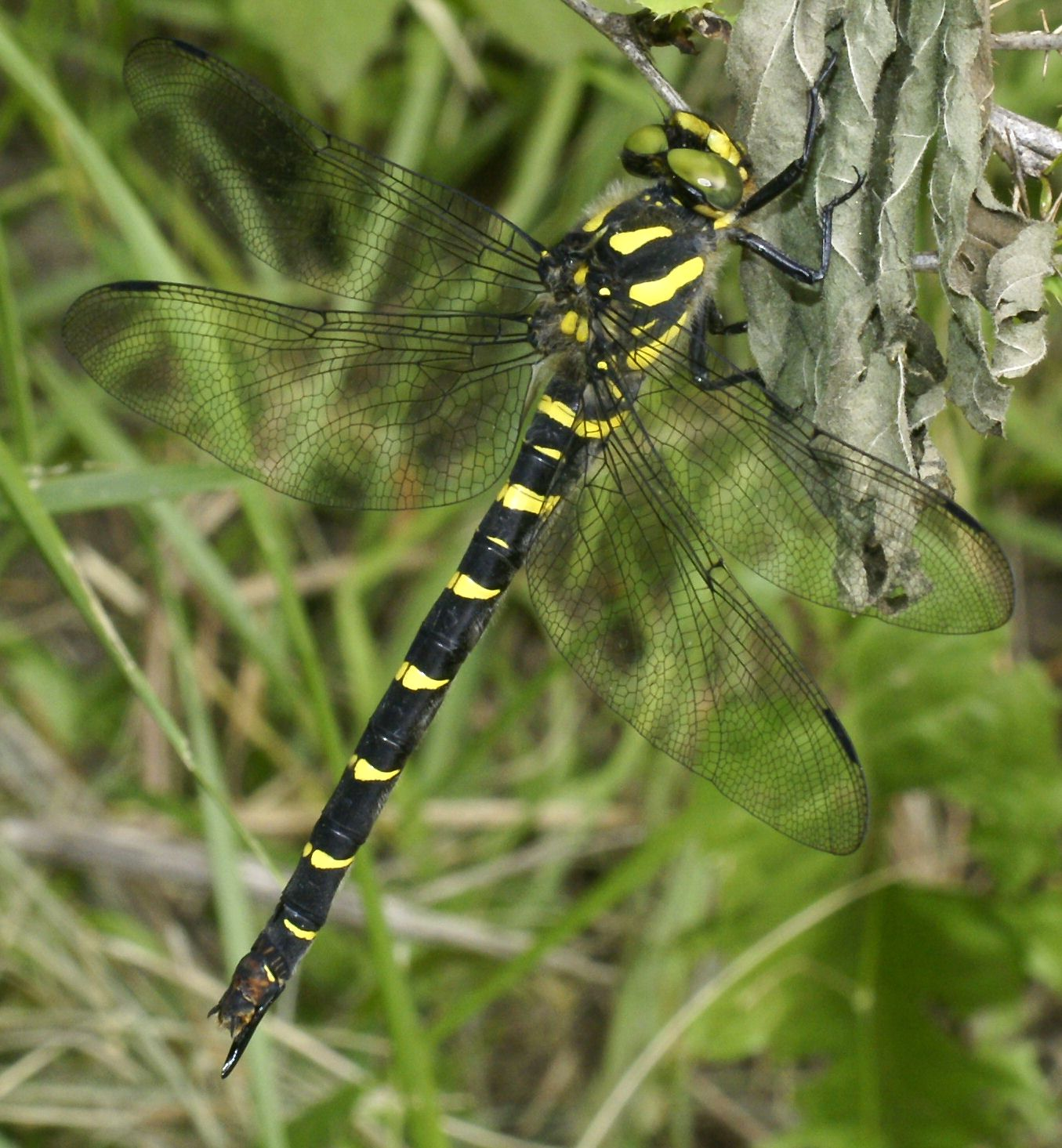
Corps marqué de bandes jaunes

## Liste d'espèces
Selon BioLib (29 janvier 2023) :
- Cordulegaster annandalei  (Fraser, 1923)
- Cordulegaster bidentata  Sélys, 1843
- Cordulegaster bilineata  (Carle, 1983)
- Cordulegaster boltonii  (Donovan, 1807)
- Cordulegaster brevistigma  (Selys, 1854)
- Cordulegaster cilicia  Schneider, Vierstraete, Müller, van Pelt, Caspers, Ikemeyer, Snegovaya & Dumont, 2021
- Cordulegaster diadema  Selys, 1868
- Cordulegaster diastatops  (Selys, 1854)
- Cordulegaster dorsalis  Hagen in Selys, 1858
- Cordulegaster erronea  Selys, 1878
- Cordulegaster helladica  (Lohmann, 1993)
- Cordulegaster heros  Theischinger, 1979
- Cordulegaster insignis  Schneider, 1845
- Cordulegaster jinensis  Zhu & Han, 1992
- Cordulegaster kalkmani  Schneider, Vierstraete, Müller, van Pelt, Caspers, Ikemeyer, Snegovaya & Dumont, 2021
- Cordulegaster lunifera  Sélys, 1878
- Cordulegaster maculata  Selys, 1854
- Cordulegaster mzymtae  Bartenev, 1929
- Cordulegaster nachitschevanica  Skvortsov & Snegovaya, 2015
- Cordulegaster obliqua  (Say, 1840)
- Cordulegaster orientalis  van Pelt, 1994
- Cordulegaster parvistigma  (Selys, 1873)
- Cordulegaster picta  Sélys, 1854
- Cordulegaster plagionyx  Skvortsov & Snegovaya, 2015
- Cordulegaster princeps  Morton, 1916
- Cordulegaster sarracenia  Abbott & Hibbitts, 2011
- Cordulegaster sayi  Selys, 1854
- Cordulegaster talaria  Tennessen, 2004
- Cordulegaster trinacriae  Waterston, 1976
- Cordulegaster vanbrinkae  Lohmann, 1993
- Cordulegaster virginiae  Novelo-Gutiérrez, 2018